# 中村克昌
中村 克昌（なかむら かつまさ / こくしょう、1853年（嘉永6年4月）- 1930年（昭和5年）5月31日）は、明治から大正期の実業家、政治家。衆議院議員。

## 経歴
武蔵国多摩郡上石原宿（布田五宿）（神奈川県北多摩郡調布町、東京府北多摩郡調布町、東京都北多摩郡調布町を経て現調布市上石原）で、上石原宿名主・中村勘六の長男として生まれた。呉服雑貨商を営む。
1872年（明治5年）初代戸長に就任。1873年（明治6年）新治県に出仕し庶務課の業務に従事。1879年（明治12年）民権政社「融貫社」が設立されると加入して自由民権運動に加わる。1881年（明治14年）10月、自由党の創立に三多摩壮士の一人として参画した。同年9月、神奈川県会議員に選出され1889年（明治22年）まで在任し、同常置委員なども務めた。
1888年（明治21年）保安条例違反で2年間、皇居三里外に退去を命令されたが、1889年2月、明治憲法発布の大赦令で解除された。同年、大隈重信外務大臣の条約改正案に対して大井憲太郎らと条約改正反対運動に尽力した。
1894年（明治27年）3月、第3回衆議院議員総選挙に東京府第13区からで自由党所属で出馬して初当選。その後、第5回総選挙まで再選され、衆議院議員に連続3期在任した。この間、立憲政友会協議員などを務めた。
実業界では、帝国電気鉄道取締役、調布銀行取締役などを務めた。

## 国政選挙歴
- 第3回衆議院議員総選挙（東京府第13区、1894年3月、自由党）当選[1][6]
- 第4回衆議院議員総選挙（東京府第13区、1894年9月、自由党）当選[1][7]
- 第5回衆議院議員総選挙（東京府第13区、1898年3月、同志倶楽部）当選[1][7]
- 第6回衆議院議員総選挙（東京府第13区、1898年8月、憲政党）落選[7]
- 第10回衆議院議員総選挙（東京府郡部、1908年5月、立憲政友会）落選[8]

## 親族
- 長女 福井ハル（福井準造の妻）[9]
- 長男 中村亨 (衆議院議員)[10]